# Полтавець-Остряниця Іван Васильович
Іва́н Васи́льович Полтавéць-Остряни́ця (* 26 вересня 1890, с. Балаклея, Смілянський район, Черкащина (за іншими даними с. Суботів, Чигиринський район, Черкащина) — † 17 січня 1957, Мюнхен, ФРН) — український військовик та політичний діяч, консерватор, монархіст-гетьманець, нащадок козацького роду гетьмана Якова Остряниці, офіцер російської царської армії в роки Першої світової війни, наказний отаман Вільного Козацтва України (1917—1920).
Ад'ютант гетьмана Павла Скоропадського. Генеральний писар Української Держави (1918), отаман Українського національного козацького товариства (1920—1936), у 1926 р. обраний Гетьманом Самостійної Соборної України, отаман Українського Вільного Козацтва (1936—1942), (Українського Національного Козацького Руху (1942—1945), отаман Запорізької бригади УВК Української Національної Армії.

## Життєпис

### Дитинство. Юність

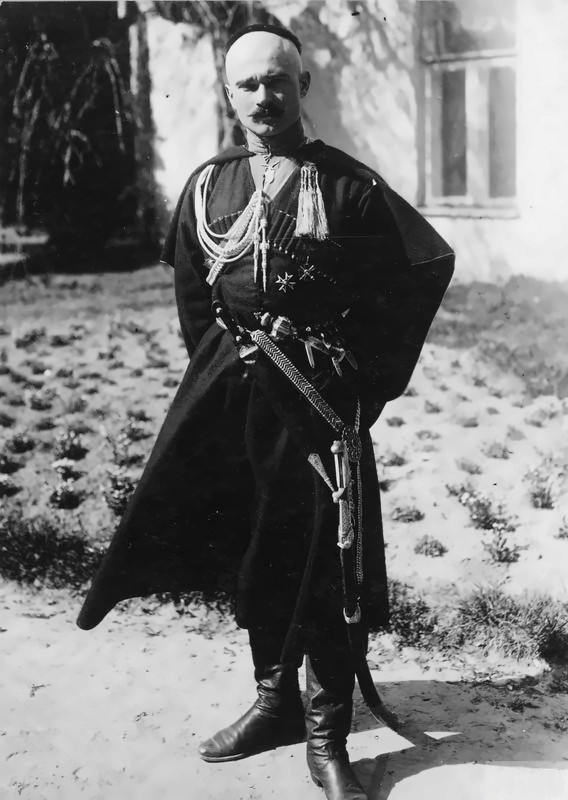
Київ, 1918 рік

Делегація Кубанського крайового уряду на прийомі у гетьмана. 1-Павло Скоропадський, 2-В'ячеслав Ткачов, 3-Олександр Палтов, 4-Герасим Вдовенко (ймовірно), 6-Михайло Ханенко, 7-Кузьма Безкровний (ймовірно), 8-Гнат Зеленевський, 9-Іван Полтавець-Остряниця (ймовірно), 10-Євген Лібов, 11-Костянтин Прісовський

Народився 26 вересня 1890 року в Балаклеї під Смілою (за іншими даними у Суботові біля Чигирина). Сім'я походила з давнього кубанського козацького роду. В ранньому віці втратив батька. Вихованням та освітою сина займалась мати — сільська учителька.

### Військова кар'єра
Закінчив Чугуївське військове училище. Служив офіцером у пішому полку на Кубані. Учасник Першої світової війни. «Був видатним офіцером, мав всі ордени, включаючи Георгієвську зброю». Мав звання підполковника царської армії.

### Революція
Один з організаторів української військової маніфестації у Петрограді у березні 1917 року. У жовтні 1917 року обраний наказним отаманом Вільного козацтва. Навесні 1918 року — близький соратник генерала П. Скоропадського, член створеної ним Української народної громади. Учасник гетьманського перевороту. За Гетьманату 1918 року — генеральний писар П. Скоропадського. З 1919 року — на еміграції.

### Холодний Яр
|  | … Десь на Канівщині, незабаром після відходу з Холодного Яру, знайшов свій кінець отаман Полтавець. При спробі переходу через Дніпро його і його поріділу банду було цілком знищено… |

### Еміграція
Всупереч заяві чекіста Пташинського, Іван Полтавець-Остряниця залишився живим. Наприкінці 1920 р. він знайшов притулок у Мюнхені. Незабаром — поруч з Павлом Скоропадським та Василем Вишиваним — він став одним із лідерів української монархічної еміграції.
У жовтні 1920 року створено філію Козачої ради Українського вільного козацтва в Берліні. До її складу увійшли Гнат Зеленевський, Крига та Полтавець-Остряниця (всього 9 осіб). «Філія постановила знов ушанувати Скоропадського гетьманським титулом, додержуючись при цім старої програми… Скоропадський відмовився, одначе, від всеукраїнського гетьманства, згодившись лише прийняти отаманство над вільним козацтвом».
У 1920-х роках Полтавець-Остряниця познайомився з Альфредом Розенбергом. Підтримував з ним дружні стосунки. За неперевіреними даними, на Розенбергову пропозицію Полтавець-Остряниця вступив до нацистської партії.
Полтавець-Остряниця намагався вплинути на керівництво Німеччини — лобіював українську самостійність, але у ході війни навіть обіцяна спочатку автономія України німцями підтверджена не була.
З 1942 р. Полтавець-Остряниця відійшов від політичної діяльності. Помер в Мюнхені у 1957 році.

## Вшанування пам'яті
У місті Черкаси провулок Філатова перейменували на провулок Івана Полтавця-Остряниці.
У місті Первомайськ Миколаївської області вулицю Черняховського перейменували на вулицю Івана Полтавця-Остряниці.

## Видання
- Полтавець-Остряниця І. Бог і єдина козацька нація. — Б.м. (Скитальщина) : Українське Козацтво — УНАКОР, 1933. — 92 с.